# Штјефановце (Вранов на Топлој)
Штјефановце (слч. Štefanovce) насељено је мјесто са административним статусом сеоске општине (слч. obec) у округу Вранов на Топлој, у Прешовском крају, Словачка Република.

## Становништво
| Година:    | 1994. | 2004.   | 2014.   | 2024.    |
| ---------- | ----- | ------- | ------- | -------- |
| Број људи: | 109   | 110     | 113     | 86       |
| Разлика:   |       | +0,91 % | +2,72 % | -23,89 % |

| Година:    | 2023. | 2024.   |
| ---------- | ----- | ------- |
| Број људи: | 94    | 86      |
| Разлика:   |       | -8,51 % |

Према подацима о броју становника из 2024. године насеље је имало 86 становника.